# Pentro di Isernia bianco
Il Pentro di Isernia bianco è un vino DOC la cui produzione è consentita nella provincia di Isernia.

## Caratteristiche organolettiche
- colore: paglierino tenue con riflessi verdognoli.
- odore: delicato, caratteristico, più o meno profumato.
- sapore: asciutto, intenso, piuttosto fresco ed armonico.

## Produzione
Provincia, stagione, volume in ettolitri
- nessun dato disponibile